# Villeseen
Die Villeseen sind ein landesplanerisch gesichertes Gebiet zum Schutz der Natur in der Ville, einem Höhenzug westlich von Köln in Nordrhein-Westfalen.

## Lage und Bedeutung
Eingebettet zwischen den Städten Brühl, Hürth, Erftstadt, Frechen und Kerpen, im südlichen und mittleren Rheinischen Revier, wurde im 19. und 20. Jahrhundert Braunkohle in verschiedenen Tagebau-Gruben gewonnen. Nach der naturnahen Rekultivierung hat sich dort auf einer Fläche von fast 75 km² ein artenreicher Lebensraum für Tiere und Pflanzen entwickelt. Insbesondere die Seenplatte mit etwa 40 Seen und Weihern, die aus den Restlöchern der Tagebaue entstanden sind, stellen als Brut-, Laich- und Rückzugsgebiet wertvolle Biotope dar.
Das Gebiet ist Teil des Naturparks Rheinland Innerhalb des Gebietes finden sich mehrere Natura 2000-Schutzgebiete. Einige Seen werden als Bade- und Freizeitgewässer genutzt.

## Liste der Seen
| Name                                                      | entstanden aus                            | Lage                                                           | Koordinate                        | Fläche in ha | NSG-Nr. | Natura 2000- Nr. | Bemerkung                                                                                        |
| --------------------------------------------------------- | ----------------------------------------- | -------------------------------------------------------------- | --------------------------------- | ------------ | ------- | ---------------- | ------------------------------------------------------------------------------------------------ |
| Peringsmaar (auch: Peringssee)                            | Tagebau Fortuna-Garsdorf                  | östlich von Bedburg                                            | 50° 59′ 13,8″ N, 006° 35′ 55,2″ O | 20           |         |                  |                                                                                                  |
| Kasterer See                                              | Tagebau Garzweiler                        | nördlich von Bedburg-Kaster                                    | 51° 00′ 51,1″ N, 006° 33′ 35,5″ O | 7,3          |         |                  |                                                                                                  |
| Boisdorfer See                                            | Tagebau Frechen                           | nordöstlich von Kerpen                                         | 50° 53′ 36,6″ N, 006° 43′ 55,4″ O | 17           |         |                  |                                                                                                  |
| Fürstenberg-Maar                                          | Brikettfabrik Fürstenberg                 | nordöstlich von Kerpen-Türnich                                 | 50° 52′ 54,1″ N, 006° 46′ 08,8″ O | 6            | BM-009  |                  |                                                                                                  |
| Concordiasee                                              | Brikettfabrik Concordia, Feld "Nord"      | östlich von Erftstadt-Kierdorf                                 | 50° 50′ 25,7″ N, 006° 48′ 10,0″ O | 11,9         |         |                  | kein Badesee                                                                                     |
| Köttinger See                                             |                                           | nördlich von Erftstadt-Köttingen                               | 50° 50′ 26,7″ N, 006° 48′ 36,2″ O | 41,5         |         |                  | kein Badesee                                                                                     |
| Zieselsmaar                                               | Brikettfabrik Concordia, Feld Zieselsmaar | nordöstlich von Erftstadt-Kierdorf                             | 50° 51′ 06,5″ N, 006° 48′ 04,7″ O | 5,8          |         |                  | umzäunter Badesee für FKK                                                                        |
| Roddersee (auch: Dinnedahlsee)                            | Roddergrube                               | nordöstlich von Erftstadt-Köttingen                            | 50° 50′ 22,4″ N, 006° 49′ 11,8″ O | 10,6         |         |                  | kein Badesee, belastet unter anderem mit Quecksilber                                             |
| Albertsee                                                 | Vereinigte Ville (?)                      | östlich von Erftstadt-Köttingen                                | 50° 49′ 47,5″ N, 006° 50′ 01,8″ O | 1,2          |         |                  |                                                                                                  |
| Liblarer See                                              | Grube Liblar                              | nordöstlich von Erftstadt-Liblar                               | 50° 49′ 05,9″ N, 006° 49′ 50,7″ O | 52,8         |         |                  | Strandbad                                                                                        |
| Forellenteich                                             |                                           | östlich von Erftstadt-Köttingen                                | 50° 49′ 39,5″ N, 006° 48′ 51,8″ O | 1            | BM-016  |                  |                                                                                                  |
| Obersee                                                   |                                           | östlich von Erftstadt-Liblar                                   | 50° 48′ 34,6″ N, 006° 50′ 19,1″ O | 5            | BM-037  |                  |                                                                                                  |
| Mittelsee                                                 |                                           | östlich von Erftstadt-Liblar                                   | 50° 48′ 40,9″ N, 006° 50′ 41,4″ O | 5,9          | BM-037  |                  |                                                                                                  |
| Untersee                                                  |                                           | östlich von Erftstadt-Liblar                                   | 50° 48′ 56,9″ N, 006° 51′ 14,1″ O | 19,4         | BM-037  |                  |                                                                                                  |
| Knapsacker See                                            | Vereinigte Ville (?)                      | südlich von Hürth-Knapsack                                     | 50° 50′ 09,5″ N, 006° 49′ 51,9″ O | 3            |         |                  | kein Badesee                                                                                     |
| Nordfeldweiher                                            | Vereinigte Ville                          | südöstlich von Hürth-Knapsack                                  | 50° 51′ 00,2″ N, 006° 51′ 49,3″ O | 8,7          | BM-019  |                  | Landschaftsschutzgebiet                                                                          |
| Bleibtreusee                                              | Gruhlwerk                                 | nordwestlich von Brühl-Heide                                   | 50° 50′ 22,8″ N, 006° 51′ 34,5″ O | 74,2         |         |                  | Badesee                                                                                          |
| Silbersee                                                 |                                           | südöstlich von Erftstadt-Liblar                                | 50° 47′ 43,5″ N, 006° 51′ 03,0″ O | 2,2          |         |                  |                                                                                                  |
| Heider Bergsee                                            |                                           | südwestlich von Brühl-Heide                                    | 50° 49′ 49,6″ N, 006° 52′ 00,5″ O | 35,4         | BM-038  | DE5107304        | Trainingsgewässer des Kanuvereins Faltbootfreunde Brühl                                          |
| Gruhlsee (auch: Gruhlweiher)                              | Gruhlwerk                                 | nördlich von Brühl-Heide                                       | 50° 50′ 24,3″ N, 006° 52′ 21,5″ O | 6            |         |                  |                                                                                                  |
| Margarethenweiher                                         |                                           | nordöstlich von Brühl-Heide                                    | 50° 50′ 50,7″ N, 006° 52′ 40,0″ O | 1,9          |         |                  |                                                                                                  |
| Schluchtsee                                               |                                           | südwestlich von Brühl-Heide                                    | 50° 49′ 24,6″ N, 006° 51′ 36,4″ O | 2,3          | BM-038  |                  |                                                                                                  |
| Franziskussee                                             | Grube Franziskus                          | nordöstlich von Erftstadt-Liblar                               | 50° 49′ 25,4″ N, 006° 50′ 45,7″ O | 16,1         | BM-006  |                  |                                                                                                  |
| Karauschenweiher                                          |                                           | nordöstlich von Erftstadt-Liblar                               | 50° 49′ 16,5″ N, 006° 50′ 16,5″ O | 1,3          | BM-020  |                  |                                                                                                  |
| Donatussee                                                | Grube Donatus                             | südöstlich von Erftstadt-Liblar                                | 50° 48′ 15,9″ N, 006° 50′ 59,3″ O | 9,6          |         |                  |                                                                                                  |
| Zwillingssee                                              |                                           | südöstlich von Erftstadt-Liblar                                | 50° 48′ 03,0″ N, 006° 51′ 12,0″ O | 1,5          | BM-022  |                  |                                                                                                  |
| Entenweiher                                               |                                           | westlich von Brühl-Pingsdorf                                   | 50° 48′ 42,3″ N, 006° 51′ 31,7″ O | 4,9          | BM-021  |                  |                                                                                                  |
| Villenhofer Maar                                          |                                           | westlich von Brühl-Badorf                                      | 50° 48′ 13,4″ N, 006° 51′ 41,0″ O | 4,5          |         |                  |                                                                                                  |
| Pingsdorfer See                                           |                                           | westlich von Brühl-Pingsdorf                                   | 50° 48′ 46,7″ N, 006° 52′ 13,8″ O | 3,8          |         |                  |                                                                                                  |
| Fasanenweiher                                             |                                           | westlich von Brühl-Pingsdorf                                   | 50° 49′ 03,0″ N, 006° 52′ 16,6″ O | 0,7          |         |                  |                                                                                                  |
| Forsthausweiher                                           |                                           | westlich von Brühl-Badorf                                      | 50° 48′ 08,1″ N, 006° 52′ 23,8″ O | 1,9          |         |                  |                                                                                                  |
| Lucretiasee                                               | Grube Lucretia                            | südwestlich von Brühl-Badorf                                   | 50° 47′ 41,6″ N, 006° 52′ 27,7″ O | 4,5          |         |                  |                                                                                                  |
| Berggeistweiher                                           | Grube Berggeist                           | südwestlich von Brühl-Badorf, westlich von Bornheim-Walberberg | 50° 47′ 36,8″ N, 006° 52′ 55,5″ O | 21,9         | BM-024  |                  |                                                                                                  |
| Gotteshülfeteich                                          | Grube Gotteshülfe                         | westlich von Hürth-Gleuel                                      | 50° 53′ 05,4″ N, 006° 49′ 04,4″ O | 5,3          | –       |                  |                                                                                                  |
| Otto-Maigler-See                                          | Roddergrube                               | nordwestlich von Hürth-Knapsack                                | 50° 52′ 33,5″ N, 006° 49′ 55,0″ O | 50,5         |         |                  | benannt nach Otto Maigler, Trainingsgewässer der Rudervereine Hürther RG 1979 und Kölner RG 1891 |
| Hürther Waldsee (auch: Theresiasee)                       | Grubenfeld Theresia                       | nordwestlich von Hürth-Knapsack                                | 50° 52′ 27,2″ N, 006° 50′ 40,8″ O | 10,6         | BM-012  |                  |                                                                                                  |
| Adolf-Dasbach-Weiher (auch: Karpfenteich)                 | Grube Hürtherberg                         | östlich von Alt-Hürth                                          | 50° 52′ 09,3″ N, 006° 52′ 28,9″ O | 1            |         |                  | benannt nach Adolf Dasbach                                                                       |
| Klärteich                                                 | Vereinigte Ville (?)                      | westlich von Hürth-Knapsack                                    | 50° 51′ 06,5″ N, 006° 49′ 22,9″ O | 17           |         |                  |                                                                                                  |
| Stiefelweiher                                             |                                           | südwestlich von Brühl-Badorf                                   | 50° 47′ 53,5″ N, 006° 51′ 58,9″ O | 1,3          |         |                  |                                                                                                  |
| Eckdorfer See (auch: Gallbergweiher oder Badorfer Weiher) |                                           | zwischen Brühl-Eckdorf und Badorf                              | 50° 48′ 18,9″ N, 006° 53′ 09,1″ O | 2,7          |         |                  |                                                                                                  |
| Phantasialandsee (auch: Mondsee)                          | Grube Berggeist                           | im Freizeitpark Phantasialand, südwestlich von Brühl-Badorf    | 50° 48′ 06,5″ N, 006° 52′ 41,0″ O | 1,5          |         |                  |                                                                                                  |
| Ententeich                                                | Grube Berggeist                           | neben Phantasialand, südwestlich von Brühl-Badorf              | 50° 47′ 57,6″ N, 006° 52′ 34,8″ O | 1,8          | BM-023  |                  | siehe auch Entenweiher (oben)                                                                    |